# Hydrocotyle grammatocarpa
Hydrocotyle grammatocarpa är en växtart i släktet Hydrocotyle och familjen araliaväxter.
Arten förekommer i norra Australien. Den beskrevs av Ferdinand von Mueller 1861.